# Jirbet Awad
Jirbet Awad (en árabe: خربة عواد‎, por influencia inglesa Khirbet Awwad) es un pueblo en el extremo sur de Siria, administrativamente parte del distrito de Salkhad en la Gobernación de as-Sueda. Toca con la frontera jordana. La localidad más cercana es Al-Mughayer 3 km al noroeste y Annat 9 km al nordeste. Según el censo de 2004, en él vivían 398 personas. Sus habitantes son mayoritariamente drusos.

## Historia
Durante el periodo tardío de la regencia otomana, Jirbet Awad fue repoblado por los drusos. A mediados del siglo XIX, el pueblo fue controlado por el druso Sharaf ad-Din. Permaneció bajo el control de ad-Din, pero acabó formando parte del área de influencia del clan Bani al-Atrash en 1867. Cuando el imperio Otomano se retiró tras la Primera Guerra Mundial, la región de Siria fue dividida entre Francia y Gran Bretaña. Fruto de esta división, la frontera pasó por al lado de Jirbet Awad, el cual cayó en tierras francesas. Sin embargo por la línea recta debería haber caído en el lado jordano; se ideó un ángulo de 90 grados alrededor del pueblo de 1,5 km cada lado. Hoy Jirbet Awad está 60 metros al norte de la frontera con Jordania.